# Tephrocactus articulatus
Tephrocactus articulatus és una espècie de planta fanerògama que pertany a la família de les cactàcies (Cactaceae).

## Descripció
Tephrocactus articulatus creix dret, està poc ramificat i arriba a una alçada de 30 a 60 cm (poques vegades fins a 120 cm). Els segments de les tigessón aproximadament esfèrics a breument cilíndrics o en forma de maça, fan fins a 10 cm de llarg (o més) i tenen un diàmetre de 3 a 5 cm. Les gepes clares es troben en espirals clarament visibles. Hi ha de 3 a 40 arèoles per segment de tija, que es distribueixen uniformement. Les espines sorgeixen de totes les arèoles o només de les de la meitat superior del segment. També poden faltar completament. Els gloquidis són de color vermell a negre una mica porpre i estan profundament enfonsats als segments de les tiges. Són particularment nombrosos a les arèoles inferiors. Les 1 a 4 (poques vegades fins a 8) espines flexibles, que també poden faltar, estan aplanades i de vegades semblants a paper. Tenen fins a 10 cm (poques vegades fins a 15 cm) de llarg i 4 mm (poques vegades fins a 12 mm) d'amplada.
Les flors blanques a lleugerament rosades fan fins a 4,5 cms de llarg i assoleixen un diàmetre de 3 a 8 cm. El seu pericarpel està cobert d'arèoles, que, però, no tenen espines. Els fruits són esfèrics a en forma de barril i obliquament cònics fan fins a 3 cm de llarg. Són de parets primes, seques i normalment no tenen espines.

## Distribució i hàbitat
Tephrocactus articulatus està molt estès a l'Argentina en planes i vessants pedregosos a sorrencs a altituds de 500 a 1800 metres. L'àrea de distribució s'estén al sud des de la província de Salta fins a la província de Mendoza i a l'est fins a les províncies de Santiago del Estero, Córdoba i San Luis.

## Taxonomia
Tephrocactus articulatus va ser descrita per (Pfeiff.) Backeb. i publicat a Cactus (Paris) 38: 249, a l'any 1953.

### Etimologia
Tephrocactus: nom genèric que deriva de les paraules gregues: tephra, "cendra", referint-se al color de la planta) i cactus per la família.
Articulatus: epítet llatí que significa "articulat" i fa referència a les tiges de l'espècie.

### Sinonímia
Els següents noms són sinònim de Tephrocactus articulatus:
- Cereus articulatus Pfeiff. in Enum. Diagn. Cact.: 103 (1837)
- Opuntia articulata (Pfeiff.) D.R.Hunt in Bradleya 5: 93 (1987)
- Cereus polymorphus C.F.Först. in Handb. Cakteenk.: 472 (1846)
- Cereus syringscanthus Pfeiff. in Enum. Diagn. Cact.: 103 (1837)
- Opuntia andicola Pfeiff. in Enum. Diagn. Cact.: 145 (1837)
- Opuntia andicola var. fulvispina Lem. in Cact. Gen. Sp. Nov.: 72 (1839)
- Opuntia articulata Otto in Allg. Gartenzeitung 1: 367 (1833), nom. nud.
- Opuntia calva Lem. in Cact. Gen. Sp. Nov.: 73 (1839)
- Opuntia diademata Lem. in Cact. Aliq. Nov.: 36 (1838)
- Opuntia diademata f. calva (Lem.) Schelle in Handb. Kakteenkult.: 45 (1907)
- Opuntia diademata var. calva (Lem.) F.A.C.Weber ex K.Schum. in Gesamtbeschr. Kakt.: 692 (1898)
- Opuntia diademata var. inermis Speg. in Anales Mus. Nac. Buenos Aires, ser. 3, 4: 511 (1905)
- Opuntia diademata var. oligacantha Speg. in Anales Mus. Nac. Buenos Aires, ser. 3, 4: 511 (1905)
- Opuntia diademata var. polyacantha Speg. in Anales Mus. Nac. Buenos Aires, ser. 3, 4: 511 (1905)
- Opuntia glomerata var. calva (Lem.) G.D.Rowley in Natl. Cact. Succ. J. 13: 5 (1958)
- Opuntia glomerata var. inermis (Speg.) G.D.Rowley in Natl. Cact. Succ. J. 13: 5 (1958)
- Opuntia glomerata f. papyracantha (Phil.) Castell. in Lilloa 23: 12 (1950)
- Opuntia glomerata var. polycantha (Speg.) G.D.Rowley in Natl. Cact. Succ. J. 13: 5 (1958)
- Opuntia horizontalis Gillies ex Pfeiff. in Enum. Diagn. Cact.: 145 (1837), not validly publ.
- Opuntia papyracantha Phil. in Gartenflora 21: 129 (1872)
- Opuntia papyracantha K.Schum. in Gesamtbeschr. Kakt.: 694 (1898), nom. illeg.
- Opuntia polymorpha Pfeiff. in Enum. Diagn. Cact.: 103 (1837)
- Opuntia strobiliformis A.Berger in Kakteen: 53 (1929)
- Opuntia syringacantha (Pfeiff.) C.F.Först. in Handb. Cakteenk.: 470 (1846)
- Opuntia turpinii Lem. in Cact. Aliq. Nov.: 36 (1838)
- Opuntia turpinii var. polymorpha Salm-Dyck in Cact. Hort. Dyck.: 71 (1850)
- Tephrocactus andicola (Pfeiff.) Lem. in Cactées: 88 (1868)
- Tephrocactus articulatus var. calvus (Lem.) Backeb. in Cactus (Paris) 38: 249 (1953)
- Tephrocactus articulatus var. diadematus (Lem.) Backeb. in Cactus (Paris) 38: 249 (1953)
- Tephrocactus articulatus var. inermis (Speg.) Backeb. in Cactus (Paris) 38: 249 (1953)
- Tephrocactus articulatus var. oligacanthus (Speg.) Backeb. in Cactus (Paris) 38: 249 (1953)
- Tephrocactus articulatus var. papyracanthus (Phil.) Backeb. in Cactus (Paris) 38: 249 (1953)
- Tephrocactus articulatus f. papyracanthus (Phil.) Guiggi & Verloove in Bradleya 35: 74 (2017)
- Tephrocactus articulatus var. polyacanthus (Speg.) Backeb. in Cactus (Paris) 38: 249 (1953)
- Tephrocactus articulatus f. syringacanthus (Pfeiff.) F.Ritter in Kakteen Südamerika 2: 392 (1980)
- Tephrocactus articulatus var. syringacanthus (Pfeiff.) Backeb. in Cactus (Paris) 38: 249 (1953)
- Tephrocactus calvus (Lem.) Lem. in Cactées: 88 (1868)
- Tephrocactus diadematus (Lem.) Lem. in Cactées: 88 (1868)
- Tephrocactus diadematus var. calvus (Lem.) Backeb. in C.Backeberg & F.M.Knuth, Kaktus-ABC: 107 (1936)
- Tephrocactus glomeratus var. andicola (Pfeiff.) Backeb. in Cactus (Paris) 38: 249 (1953)
- Tephrocactus glomeratus var. fulvispinus (Lem.) Backeb. in Cactac.: Handb. Kakteenk. 1: 283 (1958)
- Tephrocactus glomeratus var. inermis Speg. in Revista Argent. Bot. 1: 200 (1926)
- Tephrocactus inermis (Speg.) Backeb. in Cactaceae (Berlin) 1939(2): 15 (1939)
- Tephrocactus neoglomeratus var. andicola (Pfeiff.) Y.Itô in Cactaceae: 73 (1981), not validly publ.
- Tephrocactus neoglomeratus var. fulvispinus (Lem.) Y.Itô in Cactaceae: 74 (1981), not validly publ.
- Tephrocactus strobiliformis (A.Berger) Backeb. in C.Backeberg & F.M.Knuth, Kaktus-ABC: 106 (1936)
- Tephrocactus turpinii (Lem.) Lem. in Cactées: 88 (1868)

### Varietats
L'espècie presenta nombroses varietats, degudes a l'extensa àrea de distribució. Entre les principals:
- Tephrocactus articulatus var. calvus

Els segments són gairebé esfèrics. Sovint vermellosos i estupencs, completament desarmats.
- Tephrocactus articulatus var. diadematus

És un cactus únic amb tiges erectes fràgils compostes per segments cilíndrics que s'assemblen a pinyes. Creix fins a 30 cm d'alçada. Els tubercles prominents i els grups d'espines platejades estan disposats en espiral al llarg dels segments de la tija. Algunes formes no tenen espines. Aquest cactus de floració tímida, de vegades produeix flors de color blanc a rosat, de fins a 4 cm de diàmetre, en forma de copa a la primavera o principis d'estiu. Els fruits que segueixen tenen forma de bóta, de polpa seca i de parets molt primes.
- Tephrocactus articulatus var. inermis

És una forma gairebé sense espines de Tephrocactus articulatus amb o sense molt pocs gloquidis al nou creixement. Els gloquidis solen caure a mesura que envelleixen. Les flors tenen forma de campana, blanques amb un centre groc, i poden arribar a fer fins a 5 cm de llarg i 4 cm de diàmetre.
- Tephrocactus articulatus var. oligacanthus

Molt semblant a l'espècie tipus però amb les espines més estretes i curtes, i les flors de color blanc rosat.
- Tephrocactus articulatus var. papyracanthus

És un cactus arbustiu i de creixement lent amb tiges segmentades adornades amb notables espines de paper. Pot créixer fins a 30 cm d'alçada. Els petits segments tenen forma de pinya, estan poc units i cauen fàcilment. Les flors tenen forma de campana, blanques amb un centre groc i fins a 4 cm de diàmetre.
- Tephrocactus articulatus var. polyacanthus
- Tephrocactus articulatus var. syringacanthus

Molt semblant a l'anterior però amb els articles completament esfèrics, espines de color terrós clar o beix, de vegades amb veritables espines i flors blanques.

## Cultiu
Exposició a ple sol. Reg moderat. Multiplicació mitjançant esqueix d'article sobre sorra seca. Temperatures mínimes de 3 °C.